# Élections générales québécoises de 1998
Les élections générales québécoises de 1998 ont lieu le 30 novembre 1998 afin d'élire les députés de la 36e législature à l'Assemblée nationale du Québec. Il s'agissait de la 36e élection générale depuis la confédération canadienne de 1867. Les brefs ont été émis le 28 octobre 1998. Le Parti québécois (PQ), dirigé par Lucien Bouchard et au pouvoir depuis l'élection de 1994, est reporté au pouvoir. Le gouvernement est dissous le 14 novembre 1998 en prévision des élections, le tout par décret dans la Gazette officielle du Québec.

## Contexte et enjeux
Après la défaite serrée du projet d'indépendance du Québec et d'union économique avec le reste du Canada proposé par le Parti québécois lors du référendum de 1995, le chef péquiste Jacques Parizeau démissionne. Lucien Bouchard, alors chef du Bloc québécois à la Chambre des communes du Canada, quitte la politique fédérale pour prendre la direction du Parti québécois et devenir d'office premier ministre du Québec en 1996.
Jean Charest, qui mène les troupes du Parti libéral du Québec depuis le 30 avril 1998, arrive également de la scène fédérale, où il avait été chef du Parti progressiste-conservateur du Canada. Il est d'abord perçu comme mal adapté à son nouveau parti et à la politique provinciale ; il réussira plus tard à surmonter cette perception.
Bouchard s'engage à tenir un autre référendum pendant son mandat si les « conditions gagnantes » sont réunies. Les sondages lui donnent une bonne marge, mais celle-ci « s'envol[e] en fumée » le jour du scrutin « dans ce que et Bouchard et Charest ont diagnostiqué comme une réticence de l'électorat à offrir au chef du PQ la condition gagnante que serait une vraie victoire ». Le PQ l'emporte en nombre de sièges, mais obtient moins de voix que le PLQ. En définitive, le nombre de sièges remportés par les deux partis principaux est quasiment identique à celui de l'élection précédente de 1994. Le Parti québécois conserve donc un gouvernement majoritaire.
Mario Dumont, chef de l'Action démocratique du Québec, réussit à se faire réélire dans sa propre circonscription. Il demeure toutefois, comme à l'élection de 1994, le seul député élu de son parti.

### Report de l'élection dans la circonscription de Masson
Exceptionnellement, dans la circonscription de Masson, le vote a été reporté au 14 décembre en raison du décès durant la campagne du candidat du Parti québécois, Yves Blais.

## Résultats
| Parti québécois | Libéral   | Action démocratique |
| 76 sièges       | 48 sièges | 1 siège             |
| ^               |           |                     |
| majorité        |           |                     |

### Résultats par parti politique
| Partis | Partis                | Chef                     | Candidats | Sièges | Sièges | Voix      | Voix   | Voix    |
| Partis | Partis                | Chef                     | Candidats | 1994   | Élus   | Nb        | %      | +/-     |
| --- | --------------------- | ------------------------ | --------- | ------ | ------ | --------- | ------ | ------- |
| | Parti québécois       | Lucien Bouchard          | 124       | 77     | 76     | 1 744 240 | 42,9 % | -1,88 % |
| | Libéral               | Jean Charest             | 125       | 47     | 48     | 1 771 858 | 43,6 % | -0,85 % |
| | Action démocratique   | Mario Dumont             | 125       | 1      | 1      | 480 636   | 11,8 % | +5,35 % |
| | Démocratie socialiste | Paul Rose                | 97        | -      | -      | 24 097    | 0,6 %  | -0,26 % |
| | Égalité               | Keith Henderson          | 24        | -      | -      | 12 543    | 0,3 %  | -0,02 % |
| | Bloc pot              | Marc-Boris Saint-Maurice | 24        | -      | -      | 9 944     | 0,2 %  | -       |
| | Loi naturelle         |                          | 35        | -      | -      | 5 369     | 0,1 %  | -0,72 % |
| | Marxiste-léniniste    |                          | 24        | -      | -      | 2 747     | 0,1 %  | -0,04 % |
| | Parti innovateur      |                          | 20        | -      | -      | 2 484     | 0,1 %  | -0,01 % |
| | Communiste            | André Cloutier           | 20        | -      | -      | 2 113     | 0,1 %  | -0,02 % |
| | Indépendant           | Indépendant              | 39        | -      | -      | 12 441    | 0,3 %  | -1,38 % |
| Total | Total                 | Total                    | 657       | 125    | 125    | 4 068 472 | 100 %  |         |
| Le taux de participation lors de l'élection était de 78,3 % et 46 691 bulletins ont été rejetés. Il y avait 5 254 482 personnes inscrites sur la liste électorale pour l'élection. |                       |                          |           |        |        |           |        |         |

### Résultats par circonscription
- Abitibi-Est : André Pelletier (Parti québécois)
- Abitibi-Ouest : François Gendron (Parti québécois)
- Acadie : Yvan Bordeleau (Parti libéral)
- Anjou : Jean-Sébastien Lamoureux (Parti libéral)
- Argenteuil : David Whissell (Parti libéral)
- Arthabaska : Jacques Baril (Parti québécois)
- Beauce-Nord : Normand Poulin (Parti libéral)
- Beauce-Sud : Diane Leblanc (Parti libéral)
- Beauharnois-Huntingdon : André Chenail (Parti libéral)
- Bellechasse : Claude Lachance (Parti québécois)
- Berthier : Gilles Baril (Parti québécois)
- Bertrand : Claude Cousineau (Parti québécois)
- Blainville : Céline Signori (Parti québécois)
- Bonaventure : Nathalie Normandeau (Parti libéral)
- Borduas : Jean-Pierre Charbonneau (Parti québécois)
- Bourassa : Michèle Lamquin-Éthier (Parti libéral)
- Bourget : Diane Lemieux (Parti québécois)
- Brome-Missisquoi : Pierre Paradis (Parti libéral)
- Chambly : Louise Beaudoin (Parti québécois)
- Champlain : Yves Beaumier (Parti québécois)
- Chapleau : Benoît Pelletier (Parti libéral)
- Charlesbourg : Jean Rochon (Parti québécois)
- Charlevoix : Rosaire Bertrand (Parti québécois)
- Châteauguay : Jean-Marc Fournier (Parti libéral)
- Chauveau : Raymond Brouillet (Parti québécois)
- Chicoutimi : Stéphane Bédard (Parti québécois)
- Chomedey : Thomas Mulcair (Parti libéral)
- Chutes-de-la-Chaudière : Denise Carrier-Perreault (Parti québécois)
- Crémazie : Manon Blanchet (Parti québécois)
- D'Arcy-McGee : Lawrence Bergman (Parti libéral)
- Deux-Montagnes : Hélène Robert (Parti québécois)
- Drummond : Normand Jutras (Parti québécois)
- Dubuc : Jacques Côté (Parti québécois)
- Duplessis : Normand Duguay (Parti québécois)
- Fabre : Joseph Facal (Parti québécois)
- Frontenac : Marc Boulianne (Parti québécois)
- Gaspé : Guy Lelièvre (Parti québécois)
- Gatineau : Réjean Lafrenière (Parti libéral)
- Gouin : André Boisclair (Parti québécois)
- Groulx : Robert Kieffer (Parti québécois)
- Hochelaga-Maisonneuve : Louise Harel (Parti québécois)
- Hull : Roch Cholette (Parti libéral)
- Iberville : Jean-Paul Bergeron (Parti québécois)
- Îles-de-la-Madeleine : Maxime Arseneau (Parti québécois)
- Jacques-Cartier : Geoffrey Kelley (Parti libéral)
- Jean-Talon : Margaret F. Delisle (Parti libéral)
- Jeanne-Mance : Michel Bissonnet (Parti libéral)
- Johnson : Claude Boucher (Parti québécois)
- Joliette : Guy Chevrette (Parti québécois)
- Jonquière : Lucien Bouchard (Parti québécois)
- Kamouraska-Témiscouata : Claude Béchard (Parti libéral)
- Labelle : Jacques Léonard (Parti québécois)
- Lac-Saint-Jean : Jacques Brassard (Parti québécois)
- LaFontaine : Jean-Claude Gobé (Parti libéral)
- La Peltrie : Michel Côté (Parti québécois)
- La Pinière : Fatima Houda-Pepin (Parti libéral)
- Laporte : André Bourbeau (Parti libéral)
- La Prairie : Serge Geoffrion (Parti québécois)
- L'Assomption : Jean-Claude Saint-André (Parti québécois)
- Laurier-Dorion : Christos Sirros (Parti libéral)
- Laval-des-Rapides : Serge Ménard (Parti québécois)
- Laviolette : Jean-Pierre Jolivet (Parti québécois)
- Lévis : Linda Goupil (Parti québécois)
- Limoilou : Michel Després (Parti libéral)
- Lotbinière : Jean-Guy Paré (Parti québécois)
- Louis-Hébert : Paul Bégin (Parti québécois)
- Marguerite-Bourgeoys : Monique Jérôme-Forget (Parti libéral)
- Marguerite-D'Youville : François Beaulne (Parti québécois)
- Marie-Victorin : Cécile Vermette (Parti québécois)
- Marquette : François Ouimet (Parti libéral)
- Maskinongé : Rémy Désilets (Parti québécois)
- Masson : Gilles Labbé[note 2] (Parti québécois)
- Matane : Matthias Rioux (Parti québécois)
- Matapédia : Danielle Doyer (Parti québécois)
- Mégantic-Compton : Madeleine Bélanger (Parti libéral)
- Mercier : Robert Perreault (Parti québécois)
- Mille-Îles : Lyse Leduc (Parti québécois)
- Montmagny-L'Islet : Réal Gauvin (Parti libéral)
- Montmorency : Jean-François Simard (Parti québécois)
- Mont-Royal : André Tranchemontagne (Parti libéral)
- Nelligan : Russell Williams (Parti libéral)
- Nicolet-Yamaska : Michel Morin (Parti québécois)
- Notre-Dame-de-Grâce : Russell Copeman (Parti libéral)
- Orford : Robert Benoit (Parti libéral)
- Outremont : Pierre-Étienne Laporte (Parti libéral)
- Papineau : Norman MacMillan (Parti libéral)
- Pointe-aux-Trembles : Nicole Léger (Parti québécois)
- Pontiac : Robert Middlemiss (Parti libéral)
- Portneuf : Roger Bertrand (Parti québécois)
- Prévost : Lucie Papineau (Parti québécois)
- Richelieu : Sylvain Simard (Parti québécois)
- Richmond : Yvon Vallières (Parti libéral)
- Rimouski : Solange Charest (Parti québécois)
- Rivière-du-Loup : Mario Dumont (Action démocratique du Québec)
- Robert-Baldwin : Pierre Marsan (Parti libéral)
- Roberval : Benoît Laprise (Parti québécois)
- Rosemont : Rita Dionne-Marsolais (Parti québécois)
- Rousseau : François Legault (Parti québécois)
- Rouyn-Noranda-Témiscamingue : Rémy Trudel (Parti québécois)
- Saguenay : Gabriel-Yvan Gagnon (Parti québécois)
- Sainte-Marie-Saint-Jacques : André Boulerice (Parti québécois)
- Saint-François : Monique Gagnon-Tremblay (Parti libéral)
- Saint-Henri-Sainte-Anne : Nicole Loiselle (Parti libéral)
- Saint-Hyacinthe : Léandre Dion (Parti québécois)
- Saint-Jean : Roger Paquin (Parti québécois)
- Saint-Laurent : Jacques Dupuis (Parti libéral)
- Saint-Maurice : Claude Pinard (Parti québécois)
- Salaberry-Soulanges : Serge Deslières (Parti québécois)
- Sauvé : Line Beauchamp (Parti libéral)
- Shefford : Bernard Brodeur (Parti libéral)
- Sherbrooke : Jean Charest (Parti libéral)
- Taillon : Pauline Marois (Parti québécois)
- Taschereau : Agnès Maltais (Parti québécois)
- Terrebonne : Jocelyne Caron (Parti québécois)
- Trois-Rivières : Guy Julien (Parti québécois)
- Ungava : Michel Létourneau (Parti québécois)
- Vachon : David Payne (Parti québécois)
- Vanier : Diane Barbeau (Parti québécois)
- Vaudreuil : Yvon Marcoux (Parti libéral)
- Verchères : Bernard Landry (Parti québécois)
- Verdun : Henri-François Gautrin (Parti libéral)
- Viau : William Cusano (Parti libéral)
- Viger : Cosmo Maciocia (Parti libéral)
- Vimont : David Cliche (Parti québécois)
- Westmount—Saint-Louis : Jacques Chagnon (Parti libéral)